# Ernst Johann Friedrich Mantzel (der Jüngere)
Ernst Johann Friedrich Mantzel, genannt der Jüngere (* 7. Januar 1748 in Rostock; † 6. November 1806 in Berlin) war ein deutscher Jurist und Landsyndikus der Mecklenburgischen Ritterschaft.

## Leben
Ernst Johann Friedrich Mantzel entstammte einer weitläufigen Gelehrtenfamilie von Theologen und Juristen, die seit Ende des 16. Jahrhunderts in Mecklenburg heimisch war. Er war ein Sohn des (Johann) Heinrich Mantzel (1723–1762), der als Magister an der Universität Rostock und als Pastor an der Rostocker Petrikirche tätig war. Er studierte Rechtswissenschaften in Bützow und Göttingen. 1767 verteidigte er als Respondent unter Vorsitz seines gleichnamigen Großvaters Ernst Johann Friedrich Mantzel (d. Ä.) dessen bekannte Dissertation De extraneis in jure Mecklenburgico errantibus.
Unter Adolph Friedrich Trendelenburg promovierte er 1772 in Bützow zum Dr. jur. Er wirkte dann in Rostock als Advokat und Prokurator an der Mecklenburgischen Justizkanzlei sowie als Prokurator am 1775 eingerichteten Konsistorium in Rostock. Von der Mecklenburgischen Ritter- und Landschaft, den Landständen, wurde er 1789 zum mecklenburg-schwerinschen Landsyndikus erwählt und erhielt später den Charakter als Herzoglich Mecklenburg-Schwerinscher Hofrat.
Er hat mehrfach, wohl auf Veranlassung seiner ständischen Funktion, Themen des particularen Staatsrechts behandelt. Am bekanntesten ist seine Neue Mecklenburgische Staats-Kanzley, die zwischen 1791 und 1798 in drei Teilen erschien. Sie war die Fortsetzung der Mecklenburgischen Staats-Kanzley des Freiherrn Gottfried Rudolf von Ditmar von 1757.
In den letzten Jahren seines Lebens lebte er als Privatier in Berlin, wo er an einer Geisteskrankheit starb. Sein Nachfolger wurde Detlev Friedrich Dreves.

## Werke (Auswahl)
- De Arboribus In Feodo Secundum §. CCCVII. Transactionis Provincialis Meclenburgicae A Feminis Fructuariis Non Caedendis. Dissertation, Bützow 1772 (Volltext, ULB Sachsen-Anhalt)
- Erwiesener Bestand der von dem engern Ausschuß und der auf dem allgemeinen Landtag 1788 gewählten Committe, mit Genehmigung der Mecklenburgischen Ritter- und Landschaft, gegen den grundgesetzlichen neuen Rostockischen Erbvertrag anwendlich befundenen Erinnerungen, wodurch die vom Rath der Stadt Rostock zu Abdruck beförderte kurze Prüfung urkundlich widerlegt wird. Adler Erben, Rostock 1789 (Volltext, SUB Göttingen)
- Neue Mecklenburgische Staats-Kanzley zur Kentniß der Mecklenburgischen Staats-Verfassung und Rechtsgelehrsamkeit.
  - Erster Theil. Adlersche Officin, Rostock 1791 (Volltext, ULB Sachsen-Anhalt)
  - Zweyter Theil. Adlersche Officin, Rostock 1792 (Volltext, ULB Sachsen-Anhalt)
  - Dritter Theil. Michaelis, Neu-Strelitz 1798
- Ein Wort zu seiner Zeit. Vielleicht brauchbar für die Zukunft oder: Etwas über Kornmangel und Korntheuerung in Mecklenburg. Adler Erben, Rostock 1795 (Volltext, RosDok)